# William Fenwick Williams
William Fenwick Williams, I baronetto di Kars, noto anche come Fenwick Williams (Annapolis Royal, 4 dicembre 1800 – Londra, 26 luglio 1883), è stato un generale e politico inglese.
È ricordato in particolare per il ruolo avuto nella difesa di Kars, nell'ambito della guerra di Crimea, combattendo al fianco dei turchi contro i russi, dove fu consulente per l'esercito ottomano. Alla resa della fortezza, venne fatto prigioniero a Ryazan ma venne rilasciato al termine del conflitto e presentato allo zar Alessandro II.
Dal 1865 al 1867, fu vice governatore del territorio della Nuova Scozia dove era nato.

## Biografia

### I primi anni
William Fenwick Williams nacque ad Annapolis Royal, in Nuova Scozia, figlio secondogenito del commissario generale Thomas Williams, responsabile delle caserme di Halifax, in Nuova Scozia. Ad ogni modo, secondo pettegolezzi dell'epoca, si disse che era figlio naturale del principe Edoardo, duca di Kent e Strathearn, il che lo renderebbe fratellastro della regina Vittoria. Williams stesso, interrogato su questa parentela, non negò mai né confermò il fatto.

### La carriera militare
Williams studiò alla Royal Military Academy di Woolwich. Entrò nel corpo d'artiglieria col grado di sottotenente nel 1825. Nel 1841 si portò per la prima volta in Turchia dove venne impiegato col grado di capitano presso l'arsenale di Costantinopoli. Fu commissario britannico alle conferenze preparatorie per il trattato di Erzurum del 1847, e nuovamente fu presente sul confine ottomano-persiano nel 1848. He was appointed CB in 1852.

#### La guerra di Crimea

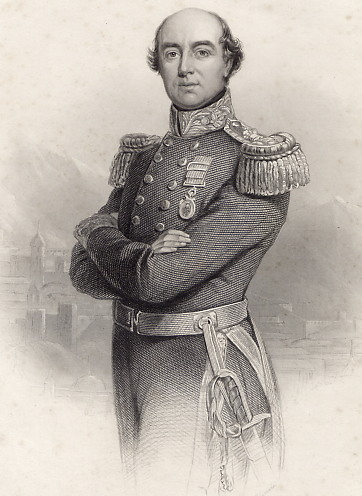
William Williams nel 1853

Promosso colonnello, fu commissario britannico presso l'esercito turco in Anatolia durante la guerra di Crimea del 1854-56, ottenendo inoltre il grado di pascià (generale) per decreto imperiale, ottenendo il comando delle truppe turche impegnate nella difesa del villaggio di Kars durante il conflitto. Con altri ufficiali britannici, si occupò di formare le truppe ottomane, male equipaggiate, al fine di respingere gli attacchi mossi alla fortezza dal generale russo Murav'ëv, scontri che in tre mesi portarono a 6000 morti. Le truppe ottomane vennero costrette alla resa per fame, per le malattie e per la mancanza di munizioni. Ad ogni modo, agli ufficiali venne concesso di mantenere le loro spade. Williams venne imprigionato a Ryazan e venne rilasciato alla fine della guerra nel 1856. Prima di fare ritorno in patria venne presentato allo zar Alessandro II di Russia.
Williams ricevette quindi una lettera personale del generale Murav'ev nella quale gli confidò: "Generale Williams, vi siete fatto un nome nella storia, e i posteri rimarranno meravigliati dalla vostra perseveranza, dal vostro coraggio e dalla disciplina che avete opposto al nemico con ciò che restava del vostro esercito nel corso dell'assedio."
Venne creato baronetto, ottenendo diverse onorificenze in patria e all'estero, tra cui la cittadinanza onoraria di Londra e una spada d'onore, nonché la laurea honoris causa in legge dall'Università di Oxford.

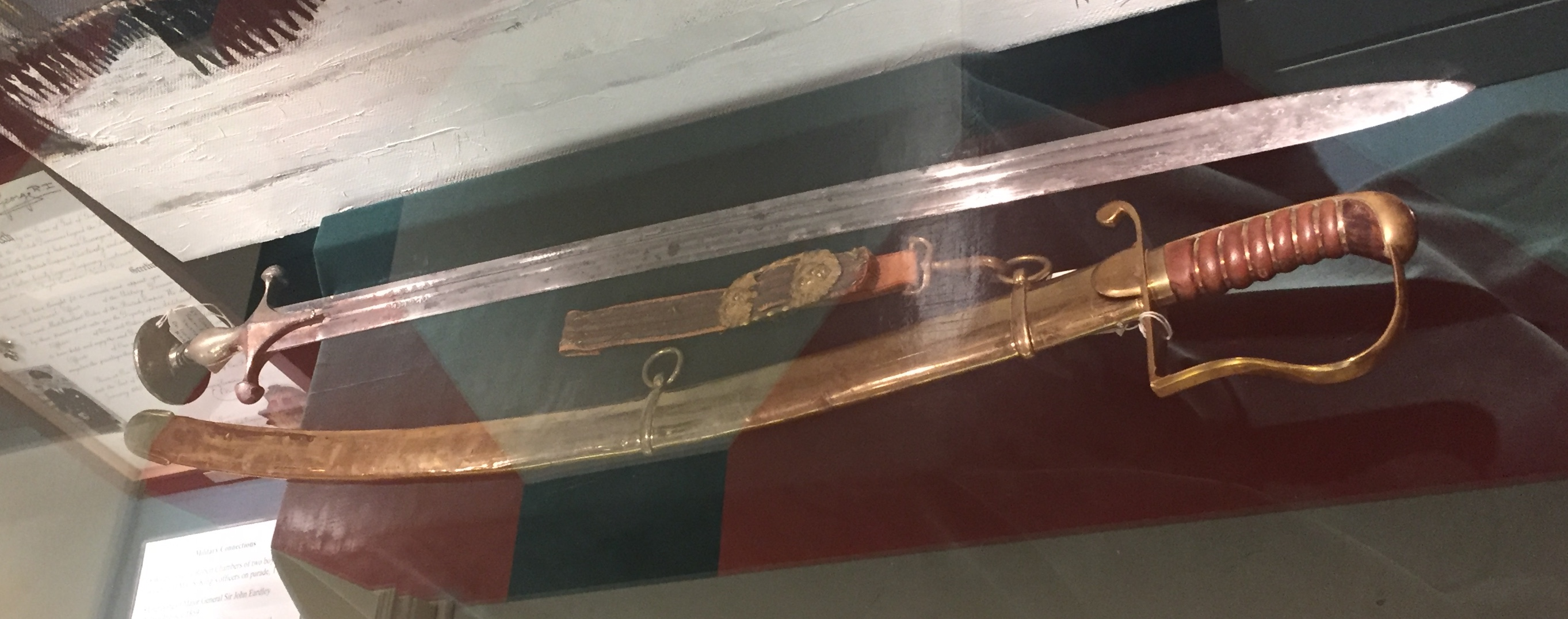
La spada d'onore di John Eardley Inglis (in alto) e quella di sir William William (in basso), conservate presso la biblioteca dell'University of King's College di Halifax, in Nuova Scozia

Promosso maggiore generale nel novembre del 1855 al suo ritorno dalla prigionia in Russia, divenne rappresentante per il borough di Calne in parlamento dal 1856 al 1859. Nella guerra civile americana, dal 1859 al 1864, fu comandante in capo delle truppe inglesi impegnate in Nord America e fu responsabile dei preparativi alla guerra contro gli Stati Uniti nel caso in cui le relazioni fossero peggiorate. Venne coinvolto nell'Incidente del Trent. Promosso tenente generale, divenne colonnello comandante della Royal Artillery nel 1864.

### Governatorato

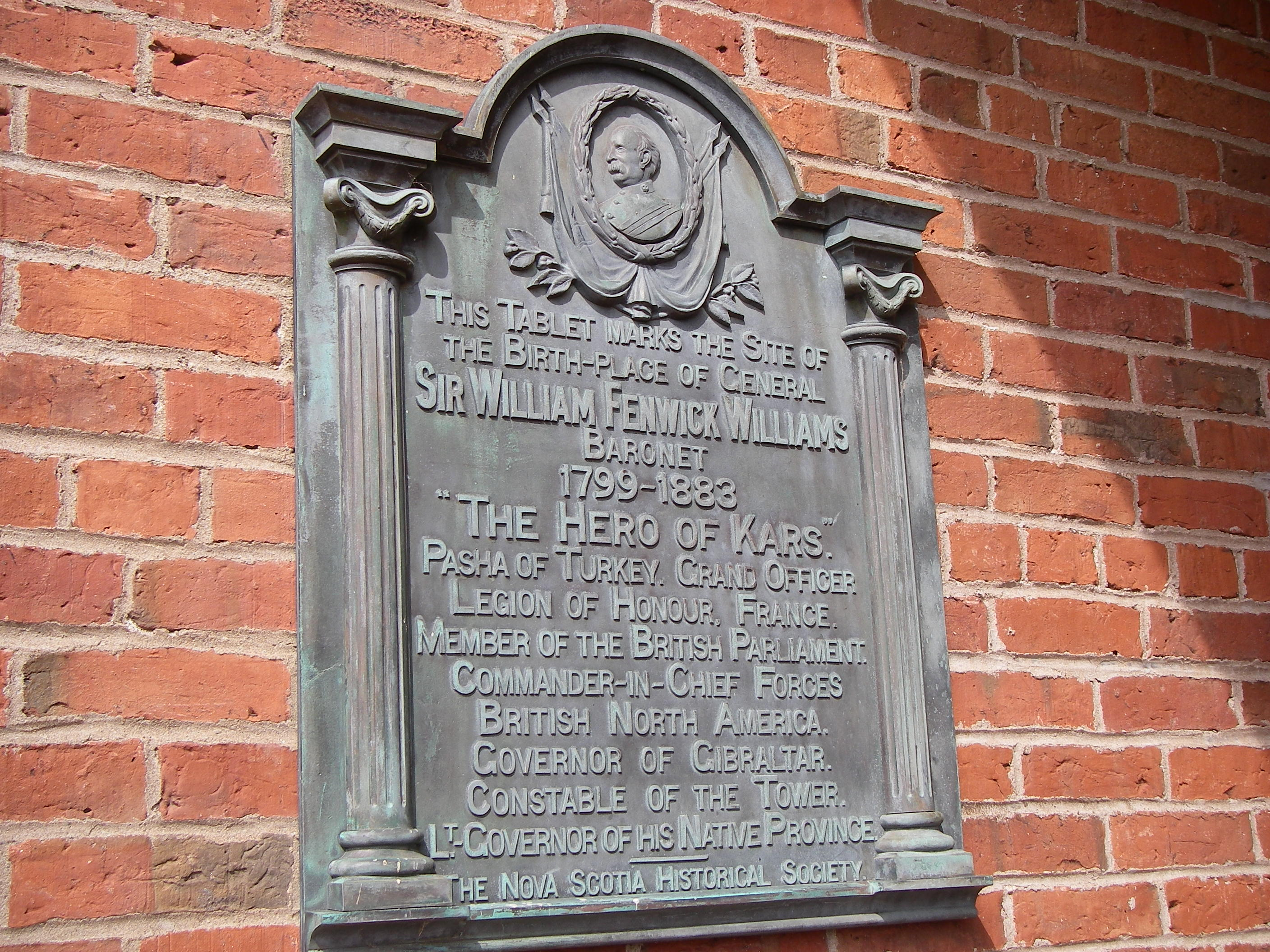
Targa in onore di sir William Fenwick Williams, Annapolis Royal, Nuova Scozia

Trail 1865 ed il 1867 divenne governatore della Nuova Scozia. Membro della confederazione canadese nel 1867, Williams venne rinominato primo vice governatore della Nuova Scozia e governatore di Gibilterra dal settembre del 1870 al 1876. Ottenuta la gran croce dell'Ordine del Bagno nel 1871, divenne Conestabile della Torre di Londra nel 1881.

### Gli ultimi anni

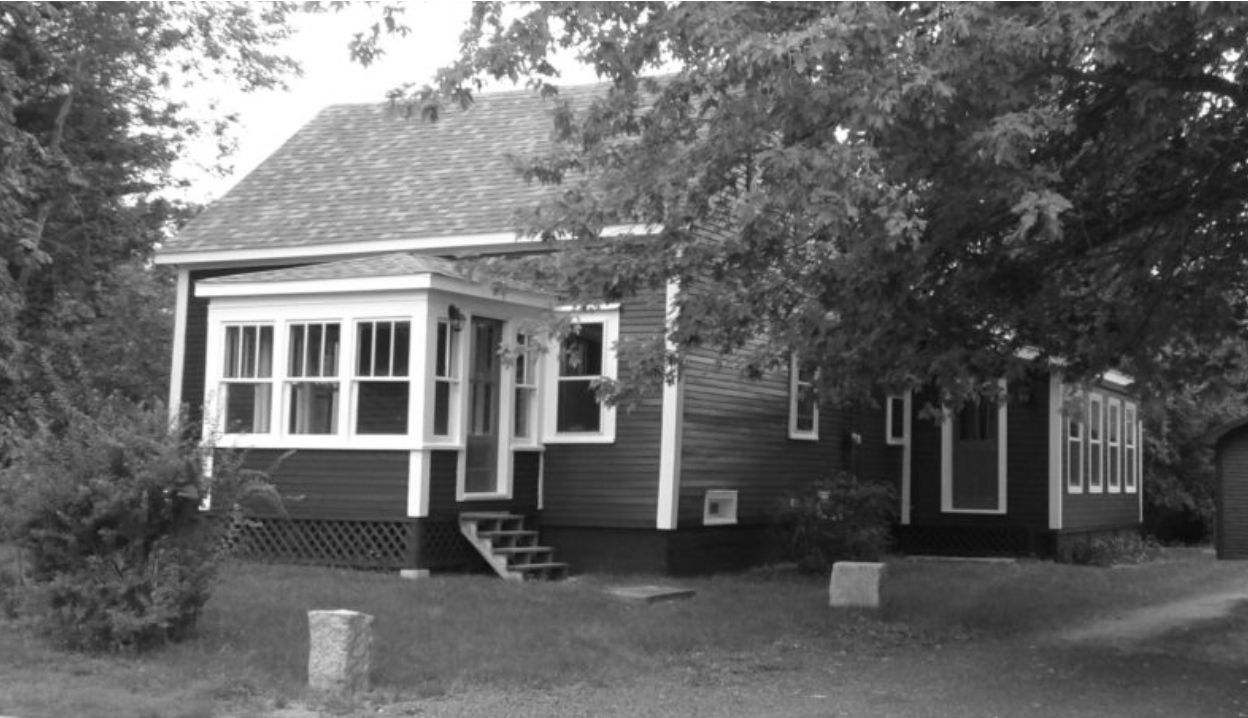
La casa natale di Williams al n.62 di Chapel Street, Annapolis Royal, Nuova Scozia

Morì in un hotel a Pall Mall, Londra, il 26 luglio 1883 e venne sepolto nel Brompton Cemetery.